# Göran Schildt

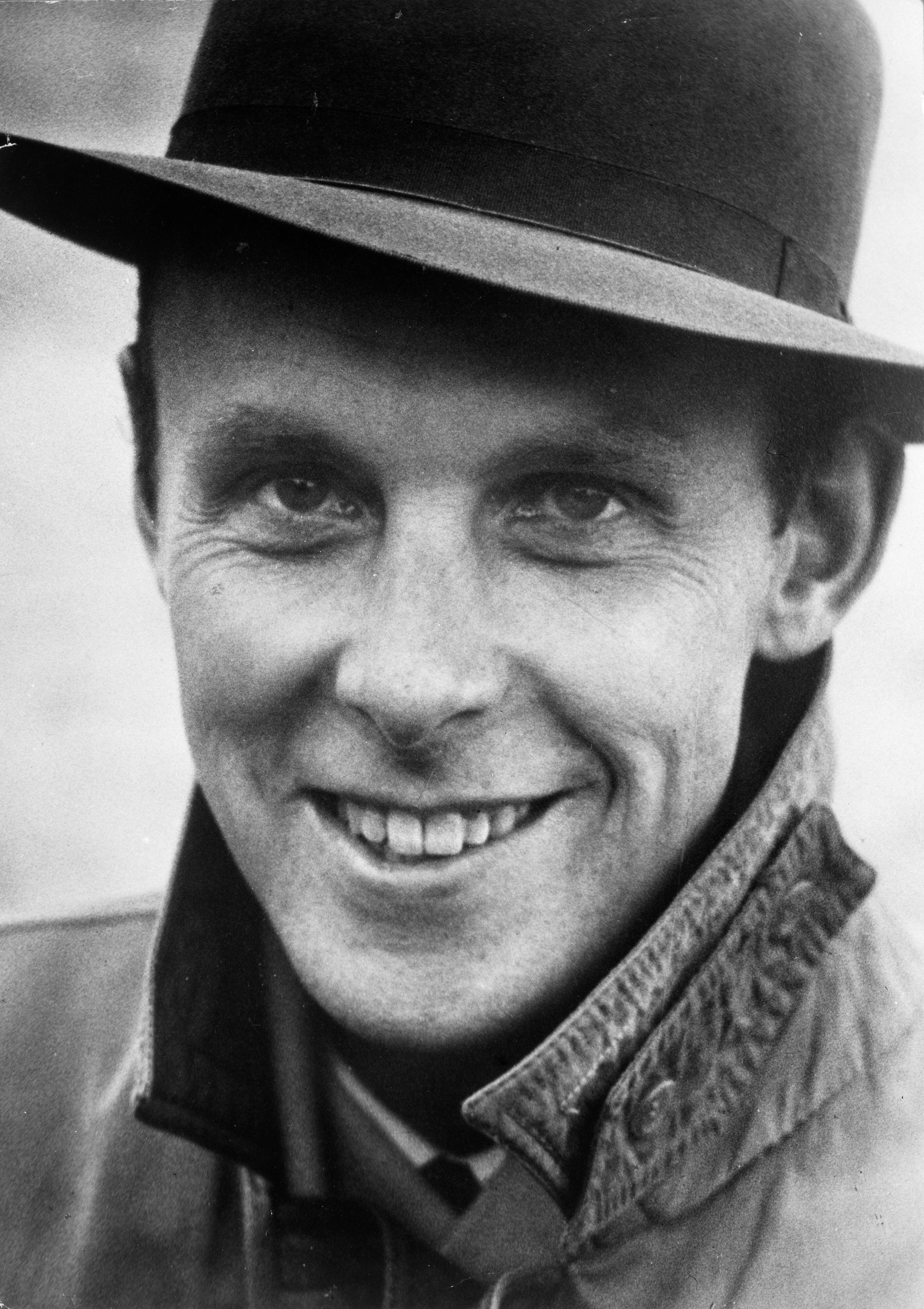
Göran Schildt

Göran Schildt (Helsinki, 11 maart 1917 - Ekenäs, 24 maart 2009) was een Zweedstalige Fins schrijver en kunsthistoricus.
Schildt studeerde kunstgeschiedenis in Italië en Spanje en letterkunde aan de Sorbonne in Parijs in de periode 1934-1939. Hij schreef zijn doctorale scriptie over het werk van Paul Cézanne. Na de Tweede Wereldoorlog zeilde hij verschillende keren naar het Middellandse Zeegebied met een houten schoener, de Daphne. Hij schreef over zijn zeiltochten succesvolle reisverhalen (oorspronkelijk in het Zweeds). Dankzij het commerciële succes van deze boeken kon Schildt zich volledig aan het schrijven wijden. Zijn werk omvat romans en autobiografische werken en een aantal essays en theoretische werken over de kunst. 
Het belangrijkste werk van Schildt was de biografie over zijn vriend, de Finse architect Alvar Aalto (1898-1976). Een andere belangrijke vaderfiguur voor Schildt was de Franse schrijver André Gide (1869-1951). Schildt vertaalde diens boeken in het Zweeds en raakte bevriend met de schrijver.